# Oxalis doceana
Oxalis doceana är en harsyreväxtart som beskrevs av A. Lourteig. Oxalis doceana ingår i släktet oxalisar, och familjen harsyreväxter. Inga underarter finns listade i Catalogue of Life.